# Raymond Lavenue
Raymond Lavenue est un homme politique français né le 15 décembre 1755 à Bazas (Gironde) et décédé le 2 novembre 1794 à Bordeaux (Gironde).
Avocat à Bazas, il est député du tiers état aux États généraux de 1789 pour cette sénéchaussée. Il prend une part active aux premiers travaux et s'occupe de questions financières. Proche du groupe politique des Girondins, il est partisan de la guerre, et favorable au libéralisme économique et aux grands propriétaires. Accusé de fédéralisme, il est exécuté en 1794, sous la Convention thermidorienne.

## Biographie
Raymond Lavenue est le fils de Marie Henriette Fisson de Monnaveau et de Bernard Lavenue, avocat au Parlement de Bordeaux, lieutenant général en la Sénéchaussée et présidial de Bazas.

### Sources
- « Raymond Lavenue », dans Adolphe Robert et Gaston Cougny, Dictionnaire des parlementaires français, Edgar Bourloton, 1889-1891 [détail de l’édition]